# 209083 Rioja
209083 Rioja este un asteroid din centura principală de asteroizi.

## Descriere
209083 Rioja este un asteroid din centura principală de asteroizi. A fost descoperit pe 17 septembrie 2003 la Heppenheim de Felix Hormuth. Asteroidul prezintă o orbită caracterizată de o semiaxă mare de 2,69 ua, o excentricitate de 0,07 și o înclinație de 6,1° în raport cu ecliptica.